# Xà hình quyền

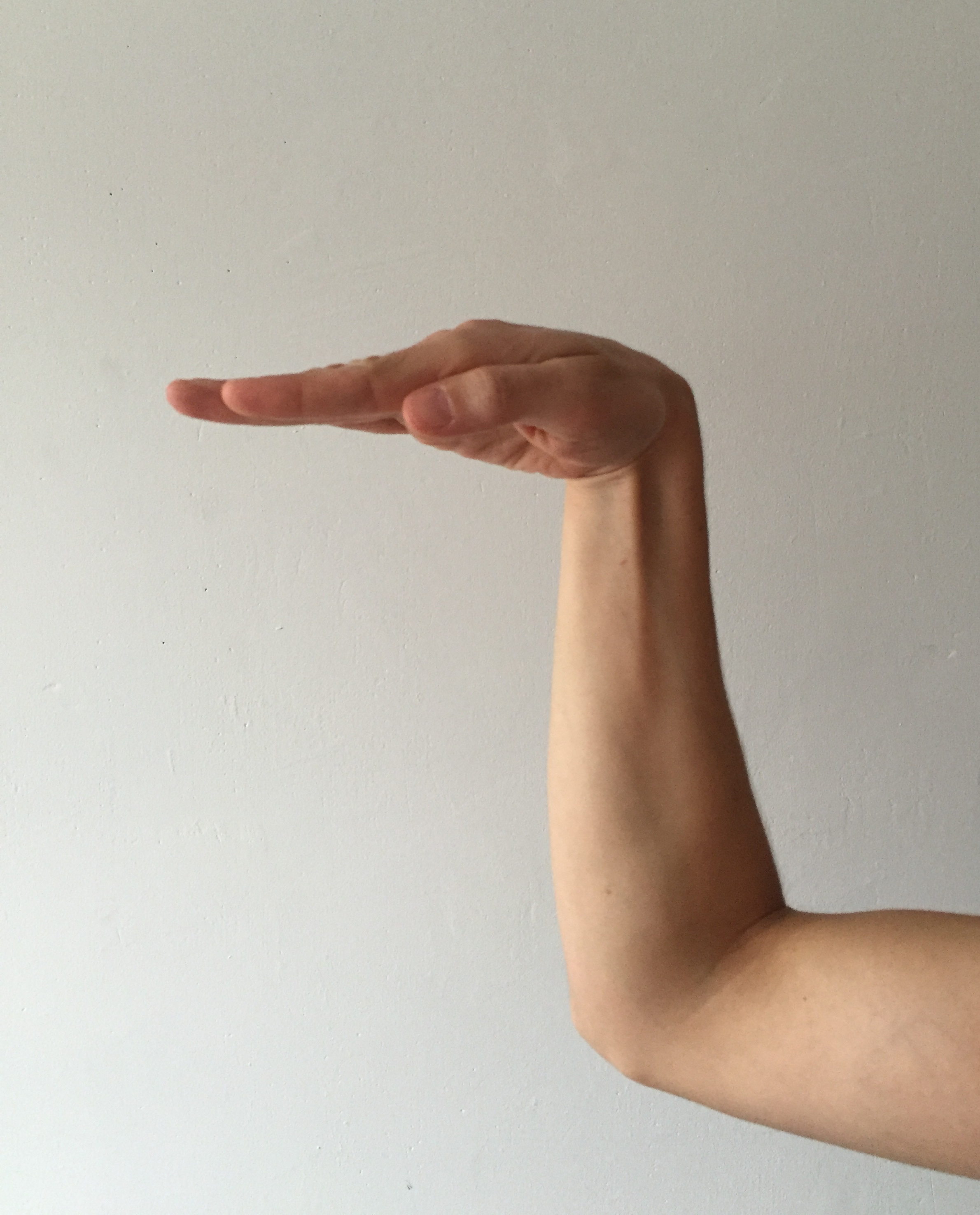
Xà quyền

Rắn là một trong những loài động vật tiêu biểu được con người quan sát để học tập, hình thành các bí quyết võ công và vận dụng vào việc di chuyển, né tránh, chống đỡ, truy kích… khi gặp đối phương là con Rắn (trong thuật ngữ Võ học gọi “Xà quyền”).
Xà hình quyền là một bài võ tiêu biểu của võ học Trung Hoa. Vì bắt chước hình, thần, ý, kình của rắn mà có tên là Xà hình quyền.